# Мадаев, Арби Ахмадиевич
Арби́ Ахмади́евич Мада́ев ( 1 февраля 1991 года, Ачхой-Мартан (Грозный), Чечено-Ингушская АССР, РСФСР) — российский боксёр, чемпион Вооружённых Сил России, призёр чемпионата России, мастер спорта России.

## Биография
Увлёкся боксом в 2002 году. В 2007 году стал чемпионом России среди юниоров, а на следующий год — чемпионом Вооружённых Сил России. В 2009 году завоевал серебро первенства Европы среди юниоров. В 2011 году Мадаев стал бронзовым призёром чемпионата России. В 2012 году дебютировал в профессиональном боксе. Дебют оказался удачным — Мадаев победил украинского боксёра Романа Мирзоева. 6 июля 2014 года, выступая в андеркарде боя Руслан Чагаев — Фрес Окендо, победил представителя Танзании Чупаки Чипинди.

## Любительская карьера
- Первенство России по боксу среди юниоров 2007 года — ;
- Чемпионат Вооружённых сил России по боксу 2008 года — ;
- Первенство Европы по боксу среди юниоров 2009 года — ;
- Чемпионат России по боксу 2011 года — ;

## Профессиональная карьера[1]
| # | Результат | Дата                 | Соперник                      | Метод                | Место боя              | Раунд | Примечание |
| - | --------- | -------------------- | ----------------------------- | -------------------- | ---------------------- | ----- | ---------- |
| 8 | Победа    | 18 октября 2014 года | Андрей Записов · Россия       | Единогласное решение | Ростов-на-Дону         |       |            |
| 7 | Победа    | 5 сентября 2014 года | Владислав Никитенко · Украина | Единогласное решение | Краснодар              |       |            |
| 6 | Победа    | 6 июля 2014 года     | Чупаки Чипинди · Танзания     | Технический нокаут   | Грозный, Ахмат Арена   |       |            |
| 5 | Победа    | 23 мая 2014 года     | Валентин Тростянчук · Украина | Технический нокаут   | Краснодар, Баскет-холл |       |            |
| 4 | Победа    | 24 апреля 2014 года  | Семён Пахомов · Украина       | Единогласное решение | Краснодар, Баскет-холл |       |            |
| 3 | Поражение | 8 февраля 2014 года  | Иван Шайко · Украина          | Нокаут               | Ростов-на-Дону         | 3     |            |
| 2 | Победа    | 30 ноября 2013 года  | Александр Притула · Украина   | Единогласное решение | Грозный                |       |            |
| 1 | Победа    | 17 марта 2012 года   | Роман Мирзоев · Украина       | Раздельное решение   | Киев                   | 5/5   |            |